# Willem van Hoogstraten
Willem van Hoogstraten (né à Utrecht le 18 mars 1884 et décédé à Tutzing le 11 septembre 1965) était un violoniste et chef d'orchestre néerlandais.

## Biographie
Il a étudié le violon dès l'âge de huit ans avec Alexander Schmuller, et s'inscrit au conservatoire de Cologne, en Allemagne à seize ans où il a étudié avec Bram Eldering. Il a également étudié le violon avec Otakar Ševčík à Prague.
Il a commencé sa carrière comme chef d'orchestre pour raison de santé, et a dirigé l'orchestre de Kleefeld (1914-1918).
Il a été marié pendant seize ans (911-1927) avec la pianiste Elly Ney. Ils se sont rencontrés en 1907 au conservatoire de Cologne où Ney était enseignante. Ils ont voyagé à travers l'Europe en interprétant de la musique de chambre, après avoir recruté le violoncelliste Fritz Reitz pour former un trio. Ils se sont établis à Tutzing sur le lac de Starnberg. Ensemble, ils ont enregistré les trois derniers concertos pour piano de Beethoven pour Colosseum Records. Ils ont eu une fille, l'actrice Eleonore van Hoogstraten. Le couple a divorcé en 1927.
Van Hoogstraten a dirigé le festival Brahms à Vienne, en Autriche, et le festival Mozart à Salzbourg, et a été chef invité dans toute l'Europe. Il a dirigé lors de la série de concerts d'été au Lewisohn Stadium de 1922 à 1939 l'Orchestre philharmonique de New York avec qui il a également servi comme chef d'orchestre associé de 1923 à 1925. Au Lewisohn, en 1927, il a dirigé avec cet orchestre la Rhapsody in Blue et le Concerto en fa de George Gershwin avec ce dernier comme soliste. Van Hoogstraten a été engagé par la Philharmonic Society en tant que directeur de l'orchestre entre Josef Stránský et Willem Mengelberg, jouant la moitié de la saison jusqu'à ce que Mengelberg soit disponible.
Après la mort prématurée de Theodore Spiering (en) en 1925, Van Hoogstraten a été nommé directeur musical de l'Orchestre symphonique de l'Oregon (en), où il a servi pendant treize saisons. De 1939 à 1945, il a été chef permanent du Mozarteum de Salzbourg.